# 의자로
의자로(Uija-ro)는 충청남도 서천군 세도면 에서 부여군 장암면 석동삼거리를 잇는 도로이다

## 주요 경유지
충청남도
- 부여군 (세도면 . 장암면)

## 노선
| 이름          | 접속 노선                 | 소재지        | 소재지        | 비고          |
| 청송로와 직결 | 청송로와 직결             | 청송로와 직결 | 청송로와 직결 | 청송로와 직결 |
| ------------- | ------------------------- | ------------- | ------------- | ------------- |
| (이름없음)    | 세도로                    | 부여군        | 세도면        |               |
| 남산삼거리    | 지방도 제611호선 (위덕로) | 부여군        | 장암면        |               |
| 석동삼거리    | 충절로                    | 부여군        | 장암면        |               |

## 주요 시설및 건물
- 화수보건진료소 (의자로 29/화수리 191-12)
- 사산2리마을회관 (의자로 185/사산리 383-3)
- 백제기와문화관 (의자로 1059/정암리 662-3)